# Algebraisk geometri

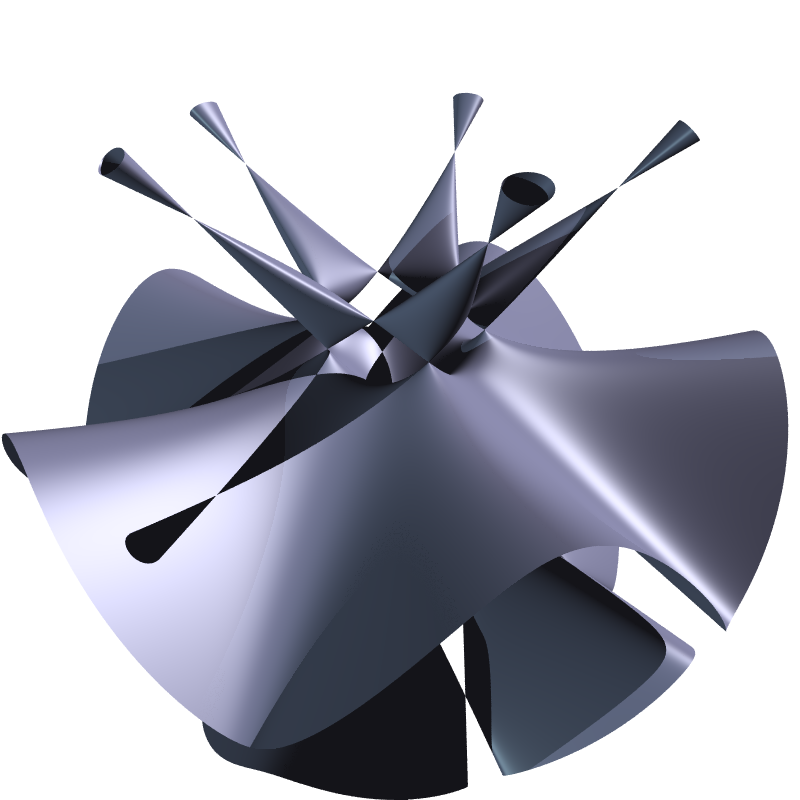
Denna Togliattiyta är en yta av grad fem.

Algebraisk geometri är en gren inom matematiken och kan sägas vara en kombination av geometri och abstrakt algebra. Det man gör är att studera geometriska strukturer till ekvationer i en och flera variabler. Man vill alltså, med hjälp av algebraiska ekvationer, kunna definiera kurvor och ytor. Eftersom det inte alltid går att få fram ett exakt svar är man mer intresserad av att förstå strukturen på geometrin hos systemet av ekvationer än själva lösningen.

## Att förstå algebraisk geometri

Ekvationen
har en dubbelrot i origo

Inom algebraisk geometri vill man förstå algebraiska ekvationers geometri. Ekvationen 
{\displaystyle x^{2}+y^{2}=r^{2}\,}
motsvarar cirkel som har radien {\displaystyle r} med centrum i origo. Hos vissa ekvationer kan det vara svårt att hitta lösningar och det går inte alltid att hitta en exakt lösning, i synnerhet om kurvan innehåller singulära punkter. Singularitet innebär att en punkt på en kurva eller yta är odefinierad. Ekvationer har singulariteter om de har en "spets" i en punkt, har en dubbelrot eller isolerande punkter. Det kan vara svårt att förstå hur ekvationen beter sig kring singulära punkter vilket är en av anledningarna till att studera ekvationen geometriskt. Ekvationen 
{\displaystyle y^{2}=x^{2}+x^{3}\,}
har en dubbelrot i origo (denna ekvation är singulär i origo). Dock kan det vara svårt att förstå hur den beter sig i övrigt, men på bilden till höger framstår den som mer förståelig. Hironakas bevis, för att man alltid kan lösa upp en singularitet, är den viktigaste teorin för singulariteter. Beviset har gjort det enklare att förstå kurvor med singulära punkter.

## Historia
Så tidigt som före Kristus höll man på med lösningar och geometriska tolkningar av matematiska problem, bland annat det Deliska problemet. Detta problem går ut på att hitta en kub som har en dubbelt så stor volym som en annan kub. Olika matematiker som Arkimedes och Menaichmos studerade ekvationen med olika metoder. Det var först på 1000-talet som arabiska matematiker lyckades att hitta ett allmänt sätt att lösa tredjegradsekvationer och förklara dem geometriskt.

### 1900-talet
Under 1900-talet upptäcktes att själva grundidén i klassisk algebraisk geometri kan tillämpas på alla kommutativa ringar. Geometrin av ringen är beroende av den algebraiska strukturen, särskilt primidealen. Alexander Grothendieck definierade ett schema som är grundläggande för geometriska objekt, där geometrin av en ring har samma relation till mångfald i ett koordinatsystem som ett geometriskt objekt. Grothendiecks definition möjliggjorde att lösningar i komplex form blev mer intressanta. Komplex analys har en annorlunda form jämfört med reell analys vilket i vissa fall ger en enklare geometrisk tolkning. En annan följd av Grothendieck definition är att algebraisk geometri blev användbar i många andra grenar av matematiken. Till exempel ledde detta till att Pierre Deligne lyckades bevisa en variant av Riemannhypotesen. Med verktyg från den algebraiska geometrin blev även Fermats stora sats bevisad.
En modern utveckling av algebraisk geometri är kopplingen till talteorin vilket möjliggjorde lösandet av diofantiska ekvationer, ekvationer med bara heltalslösningar. Tack vare kopplingen till talteorin lyckades Gerd Faltings visa att om polynom med rationella tal som koefficienter definierar en algebraisk kurva av genus större än ett så har ekvationen ett ändligt antal rationella lösningar.